# مقاطعة تيري (تكساس)
مقاطعة تيري (بالإنجليزية: Terry  County)‏ هي إحدى المقاطعات في ولاية تكساس، الولايات المتحدة الأمريكية، يبلغ عدد سكانها 12,651 نسمة طبقا لإحصاء عام 2010 .

موقع المقاطعة في ولاية تكساس